# Heinrich Schmückert

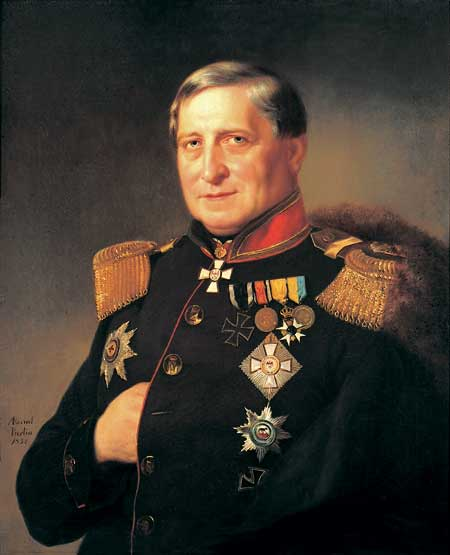
Heinrich Schmückert, Gemälde von Albert Korneck, 1852

Heinrich Schmückert (* 12. November 1790 in Greifenberg; † 4. Februar 1862 in  Berlin; vollständiger Name Gottlob Heinrich Schmückert) war Generalpostdirektor des Königreichs Preußen.

## Leben
Seine Eltern waren der Bürger und Knopfmacher Ernst Heinrich Jakob Schmückert (1763–1856) und Catharine Dorothee geb. Borcke (1764–1836). Sein Großvater war Küster und Organist an der Marienkirche in Greifenberg.
Ab 10. Juni 1807 war Schmückert im Staatsdienst angestellt. Er arbeitete als Schreiber und Protokollführer u. a. bei dem Landrat Struensee, dem Vater des späteren Schriftstellers Gustav von Struensee.
1813 ging er während der Befreiungskriege als Freiwilliger zu den Jägern des Kolberger Infanterieregiments und wurde Offizier. In der Nähe von Breda wurde er 1814 verwundet, was die Amputation eines Beines zur Folge hatte. Nach seinem Abschied vom Militär wurde er 1815 Postmeister in Bernau bei Berlin. Im August 1816 erhielt er eine Anstellung unter Karl Ferdinand Friedrich von Nagler beim Collegium des Generalpostamtes. Am 1. Oktober 1816 wurde er zum Geheimen Postrat befördert, und 1840 war Schmückert Geheimer Oberpostrat. Ab 1846 war er Direktor des Generalpostamtes, von 1849 bis 1862 Generalpostdirektor in Berlin. Er schlug König Friedrich Wilhelm IV. 1849 die Einrichtung von Oberpostdirektionen vor. 1851 erfolgte unter Schmückerts Leitung die Reformierung des Berliner Postwesens. Er war Mitglied der Berliner Freimaurerloge Zur Verschwiegenheit.
Schmückert schloss zahlreiche Verträge mit den Postverwaltungen anderer deutscher und europäischer Länder. Er war Mitglied des Preußischen Staatsrates und der Ersten Kammer, später des Abgeordnetenhauses.

## Ehrungen

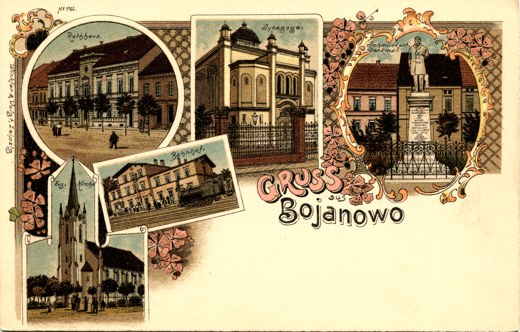
Alte Ansichtskarte von Bojanowo, rechts oben das Schmückert-Denkmal

- Eisernes Kreuz II. Klasse (Schlacht bei Großbeeren)
- Eisernes Kreuz I. Klasse (Schlacht bei Dennewitz)
- Roter Adler-Orden 1. Klasse mit Eichenlaub und Stern (auf dem Gemälde noch 2. Klasse mit Stern)
- Anhaltischer Hausorden Albrechts des Bären, Großkreuz (mit Stern)
- Russischer St. Annen-Orden 1. Klasse (mit Stern)
- Schwedische Medaille für Tapferkeit
- Schwedischer Schwertorden (Ritterkreuz)
- und einige weitere ...
- Ehrenbürger der Städte Greifenberg, Bojanowo und Lissa (Posen)
- 1874 Denkmal in der Stadt Bojanowo in der Provinz Posen, ein Werk des dort geborenen Bildhauers Friedrich August Theodor Dietrich (1817–1903).[1] Die Stadt Bojanowo wurde während der Deutschen Besetzung Polens 1939–1945 in Schmückert umbenannt.[2]